# Charles-Albert Demoustier
Pour les articles homonymes, voir Demoustier.
Charles-Albert Demoustier, né le 10 mars 1760 à Villers-Cotterêts et mort dans la même ville le 2 mars 1801, est un écrivain et dramaturge français.

## Biographie
Demoustier exerça quelque temps avec distinction la profession d’avocat, tout en se livrant à la littérature. Il préféra finalement les lettres au barreau, et débuta, en 1786, par les Lettres à Émilie sur la mythologie (1re partie) dont la 6e et dernière partie parut en 1798, qui connurent un grand succès. En 1799, il fut élu membre de l’Institut national des sciences et des arts devant Rouget de Lisle.

Demoustier ne se dissimulait pas les défauts de son principal ouvrage, il se proposait même de refondre les deux dernières parties qui paraissent effectivement les plus faibles. Mais le libraire qui acheta les droits d’auteur des Lettres, vers 1800, lui interdit contractuellement toute correction pour l’édition de 1801 sur les cinquième et sixième parties. En effet, Renouard possédait encore un stock important d’une première édition qu’il voulait écouler sereinement. Demoustier n’eut pas le loisir d’attendre, une mort douloureuse et prématurée, une pneumonie foudroyante, l’emporta. On retient de lui les derniers mots qu’il écrivit à son amie Anne-Marie du Boccage, quelques jours avant de mourir d’une tuberculose pulmonaire : 

« Je sens que je n’ai plus la force de vivre ; mais j’ai encore celle de vous aimer. »

Demoustier est décédé le 11 ventôse de l'an 9 à Villers-Cotterêts, à 4 heures du matin, âgé de 40 ans; son décès sera déclaré le lendemain par Marie-Louis-Pierre Carbon, Officier forestier, demeurant à Compiègne, son beau-frère; avec pour témoin Charles-Thomas Choizy, Adjoint-municipal et notaire public, ami du défunt, demeurant en cette commune et par devant Louis-François-Marie-Onnebert Guilliot, Maire de la ville et Officier public de l'état civil.[1]

## LesLettres à Émilie

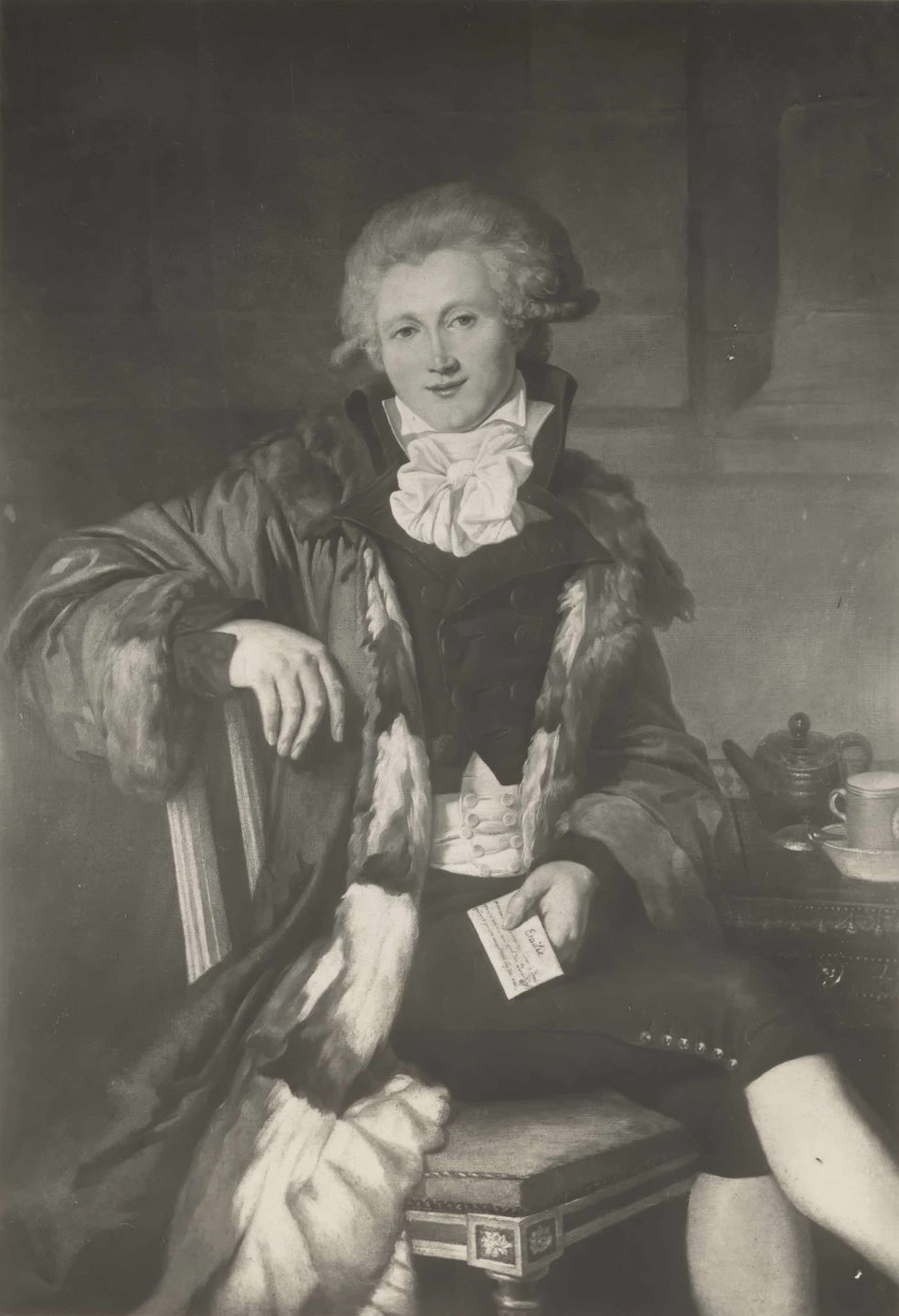
Portrait de Charles-Albert Demoustier, peint par sa muse, Marie-Guillemine Benoist, vers 1785 (reproduction en noir et blanc)

Les Lettres à Émilie sur la mythologie, écrit en prose et en vers, est constitué de leçons en forme de lettres adressées par un narrateur à sa jeune élève en vacances dont le modèle était sans doute la fameuse Marie-Guillemine Benoist, dont le salon de l’hôtel de Vougy, duquel Demoustier fut l’hôte assidu, était le rendez-vous de tout ce que Paris conservait de causeurs spirituels. Si l’ouvrage était déjà passé de mode à la fin du XIXe siècle où Julien Travers juge son « style faux, maniéré et prétentieux », il obtint le plus vif succès en son temps, et fit presque école. L’ouvrage est en effet semé de traits d’esprit, de saillies et de madrigaux, qui en font une extraordinaire satire de la société du temps.

« Aujourd’hui, (contrairement à Jupiter), le front des hommes n’accouche plus ; mais on prétend qu’il indique souvent, par de certains signes, que leurs femmes sont accouchées. Je tiens cette découverte de quelques initiés, dont le témoignage est fondé sur une longue expérience, et qui portent avec eux les preuves authentiques de ce qu’ils avancent. »

— Sur le cocuage, lettre VII
Esculape, malgré sa science divine, auroit assez mal figuré parmi nos docteurs modernes :

Il ne marchoit point escorté

D’un leste et brillant équipage ;

Il ignoroit le doux langage

Des Nestors de la faculté ;

Il parloit sans point, sans virgule :

On comprenoit ce qu’il disoit ;

Et, pour comble de ridicule ;

Presque toujours il guérissoit.
— Sur les médecins, lettre XI
Pégase s’abattit sur un rocher, et d’un coup de pied fit jaillir l’Hippocrène :

Cette poétique fontaine,

Dont quelques écrivains badauds

Se vantent de boire les eaux,

En buvant les eaux de la Seine.
— Sur les mauvais écrivains, lettre XIV
On lui doit également encore quelques opéras-comiques. Demoustier prétendait descendre du célèbre Racine par son père et du grand fabuliste La Fontaine par sa mère. Les recherches généalogiques sur Charles-Albert Demoustier tendraient à prouver que ses prétentions étaient erronées. L’arrière-arrière-grand-père maternel de Charles Albert Demoustier était le frère de la grand-mère de Jean Racine. C’était bien, en revanche, le neveu de Pierre-Antoine Demoustier.

## Citations et poèmes
Cette solitude profonde

Commençait à la désoler ;

Dans le plus beau palais du monde

On veut trouver à qui parler.
Un pauvre amant dit ce qu’il pense, sans trop penser à ce qu’il dit ;

Le désordre est son éloquence ; quand le cœur parle, adieu l’esprit.

## Œuvres
- Lettres à Émilie sur la mythologie, Paris, Édition Renouard, Bernardin-Béchet, Édition Touquet, 1819 (lire en ligne), Son œuvre la plus célèbre. D’autres éditions sont accessibles en ligne.
  - sur Gallica  : 1833. t. II ; 1835. t. I ; 1835. t. II.
  - dans Google : 1820. t. I ; 1820. t. II ; 1830. t. I.

Pièces de théâtre et opéras
- Alceste ou le Misanthrope corrigé, en 3 actes et en vers.
- Le Conciliateur ou l’Homme aimable, cinq actes, 1791. Accessible sur Gallica
- Le Tolérant ou la Tolérance morale et religieuse, pièce de théâtre Accessible sur  Gallica ici et là
- Les Femmes, comédie en 3 actes, chez Maradan, Paris, 1795. (Jouée pour la première fois au Théâtre de la Nation le 19 avril 1793).
- Apelle et Campaspe : opéra en un acte, Paris, chez Huet, libraire et éd. de pièces de théâtre 1797-1798. Accessible sur Gallica
- L’Amour filial, opéra en 1 acte
- Théâtre de Ch. A. Demoustiers, Paris, A.-A. Renouard, 1804. Accessible sur Gallica. Contient :
  - Le Conciliateur ou l’Homme aimable
  - Les Femmes
  - Alceste à la campagne
  - Le Divorce
  - La Toilette de Julie
  - L’Amour filial

Autres œuvres
- Cours de morale, Paris, 1809. Accessible sur Google : première partie, seconde partie

## Pour approfondir